# Acalypha venezuelica
Acalypha venezuelica är en törelväxtart som beskrevs av Cardiel. Acalypha venezuelica ingår i släktet akalyfor, och familjen törelväxter. Inga underarter finns listade i Catalogue of Life.